# Festival international de films de femmes de Créteil 1987
La 9e édition du Festival international de films de femmes de Créteil se tient à la Maison des arts et de la culture à Créteil, préfecture du département du Val-de-Marne, du 28 mars au 23 avril 1987. 
Le jury est présidé par l'actrice Barbara Sukowa, tandis qu'est organisé une rétrospective autour de la réalisatrice Vera Chytilova.

## Palmarès
- Grand Prix du Jury – Meilleur long métrage de fiction : Loyalties d’Anne Wheeler (Canada) et Seppan d’Agneta Fagerstrom-Olsson (Suède)
- Prix PIF – Prix d’interprétation féminine : Lena T. Hansson dans Les frères Mozart de Suzanne Osten (Suède)
- Prix PIM – Prix d’interprétation masculine : Hendrik Toompere dans Jeux d’enfants (Naerata ometi) de Leyda Layus (Estonie)
- Prix PIM – Prix d’interprétation enfantine : Zoltan Nagy dans Elysium d’Erika Szanto (Hongrie)
- Prix AFJ – Meilleur long métrage documentaire : Dirigenterna de Christina Olofson (Suède)
- Mention spéciale AFJ : Histoire à suivre… de Diane Beaudry (Canada)
- Prix du Public – Meilleur long métrage de fiction : Les frères Mozart de Suzanne Osten (Suède)
- Prix du Public – Meilleur long métrage documentaire : Broken Rainbow de Victoria Mudd (États-Unis)
- Prix du Public – Meilleur court métrage étranger : International Sweetheart of Rhythm de Greta Schiller et Andrea Weiss (États-Unis)
- Prix du Public – Meilleur court métrage français : Frayeur au 6e ciel de Harmel Sbraire (France)
- Prix Kodak : Vertiges de Christine Laurent (France)